# アメリカ国家地理空間情報局
アメリカ国家地理空間情報局（アメリカこっかちりくうかんじょうほうきょく、英：National Geospatial-Intelligence Agency、NGA）は、アメリカ合衆国の国防総省外局かつ国家情報機関のひとつである。1996年に創設された。

## 概要
アメリカ国防総省の傘下にあり、インテリジェンス・コミュニティーを構成している。アメリカ政府の各部局に対し、主に安全保障上の要請から地理空間情報（GEOINT＝geospatial intelligence）の提供を目的とする。2004年に改称するまで、旧称は国家画像地図局（National Imagery and Mapping Agency, NIMA）であった。
政府の各部局に対し、必要とされる地理情報や地図・空中写真・衛星写真などの収集と分析および提供を担い、国家安全保障上に必要とされる地理情報システムの標準化に対する支援も行っている。
本部は2011年までメリーランド州のベゼスタにあったが、現在は通称キャンパス・イーストとしてバージニア州スプリングフィールドのベルボヴァ基地北地区に所在する。その面積は21万4000m2であり、首都圏の政府建造物としてはペンタゴンとロナルド・レーガンビルに次ぐ第3位の広さを誇る。また、主要な国内部局はバージニア州北部、ワシントンD.C.、セントルイスにも置き、国外に支局と拠点を展開する。人員はおよそ1万6000名。
2010年夏、アメリカ国防情報局（DIA）副長官レティティア・ロング（Letitia A. Long）が、NGA初、情報共同体初の女性長官に内定した。
軍事・諜報目的に加え、民生支援として天災や人災など緊急時ならびにオリンピックの保安計画立案に際して、地理空間情報（#GEOINT）を政府へ提供している。
2018年9月に発表された南極大陸の高解像度地勢図（最高精度は自家用車の大きさまで描出）は「REMA」（英語）と名付けられた。

## 歴代長官
| 代 | 氏名                   | 階級     | 在任期間（年） |
| -- | ---------------------- | -------- | -------------- |
| 1  | ジョセフ・ダントン     | 海軍少将 | 1996 - 1998    |
| 2  | ジェームズ・キング     | 陸軍中将 | 1998 - 2001    |
| 3  | ジェームス・クラッパー | 空軍中将 | 2001 - 2006    |
| 4  | ロバート・マーレット   | 海軍中将 | 2006 - 2010    |
| 5  | レティティア・ロング   | （文民） | 2010 - 2014    |
| 6  | ロバート・カルディロ   | （文民） | 2014 - 2019    |
| 7  | ロバート・シャープ     | 海軍中将 | 2019 - 現在    |

## 関連文献
出版年の早い順。
- 平野聡、孫暁剛、佐藤俊「シャトル・レーダー・トポグラフィー・ミッション (SRTM) アフリカデータ:北ケニア半乾燥地域の諸研究への応用」『アフリカ研究』2004巻第65号、日本アフリカ学会、2004年、p.37-44。ISSN 0065-4140、doi:10.11619/africa1964.2004.65_37。米国航空宇宙局 (NASA) と国防総省の傘下にある国家地理空間情報局 (NGA) との共同プロジェクト。

- 「第6章4-4 ガリレオ計画」より、「National Geospatial-Intelligence Agency」『測量工学ハンドブック』村井俊治（総編集）、東京 : 朝倉書店、2005年、p.249。ISBN 4254261489、NCID BA72402116。
- National Geospatial-Intelligence Agency. (2006) “Geospatial Intelligence (GEOINT) Basic Doctrine”.
- 井ノ口宗成、林春男、吉富望、浦川豪、藤春兼久「短期の学習モデルを取り入れた自治体職員によるGEOINTデータベース利用型の効果的な危機対応業務の実現 : 2007年能登半島地震災害への輪島市の対応を事例として」『地域安全学会論文集 = Journal of social safety science』第9号、一般社団法人地域安全学会、2007年11月、p.177-187。ISSN 1345-2088、doi:10.11314/jisss.9.177。
- 米澤剛「3D topographical analysis of Hanoi, Vietnam (特集 地域情報学--地域研究と情報学の新たな地平)」『東南アジア研究』第46巻第4号、京都大学東南アジア研究所、2009年、p.519-531。ISSN 0563-8682。doi:10.20495/tak.46.4_519。

- 平井文三「アメリカ連邦政府の監察総監が有する評価機能について」『亜細亜法学』第47巻第2号、亜細亜大学法学研究所、2013年11月、p.33-59。ISSN 0388-6611。NAID 110009534844。
- 坂本義弘、菅野重樹「GPS互換技術を利用した人とロボットのための屋内外シームレス測位」『計測と制御』第51巻第6号、2012年6月、p.512-517。doi:10.11499/sicejl.51.512。